# الفین مالالا
الفین مالالا (Elfin Mallala) خودرویی است که در سال‌های ۱۹۶۲ و ۱۹۶۳ تولید شده‌است. طول آن در حالت طبیعی ۳٬۰۴۰ میلیمتر (۱۱۹٫۷ اینچ)، عرض آن در حالت طبیعی ۱٬۹۶۰ میلیمتر (۷۷٫۲ اینچ) و  وزن آن در حالت طبیعی ۴۰۸٫۲ کیلوگرم (۸۹۹٫۹ پوند)  است. 